# Dichanthium aristatum
Dichanthium aristatum är en gräsart som först beskrevs av Jean Louis Marie Poiret, och fick sitt nu gällande namn av Charles Edward Hubbard. Dichanthium aristatum ingår i släktet Dichanthium och familjen gräs. Inga underarter finns listade i Catalogue of Life.

## Bildgalleri

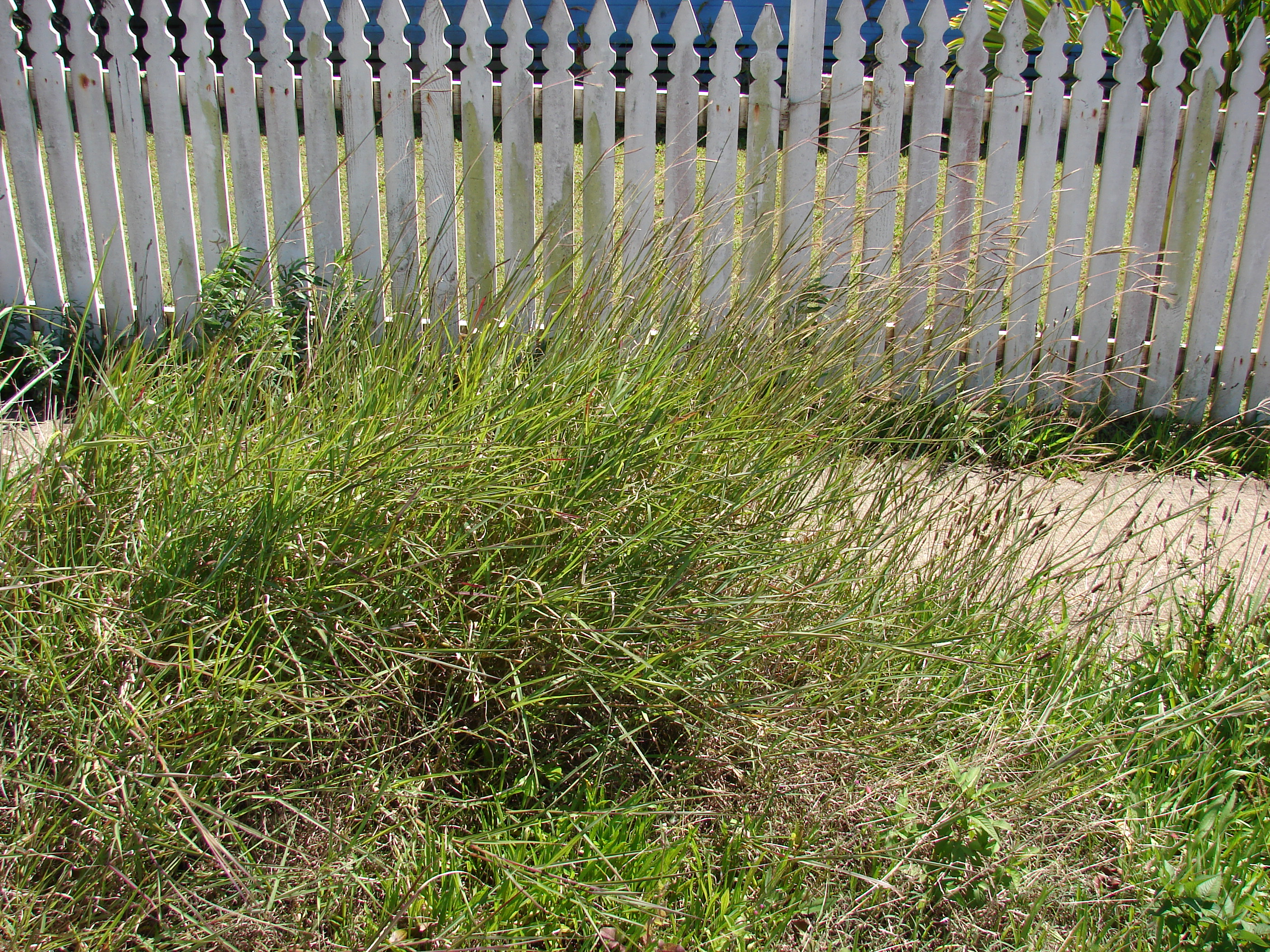
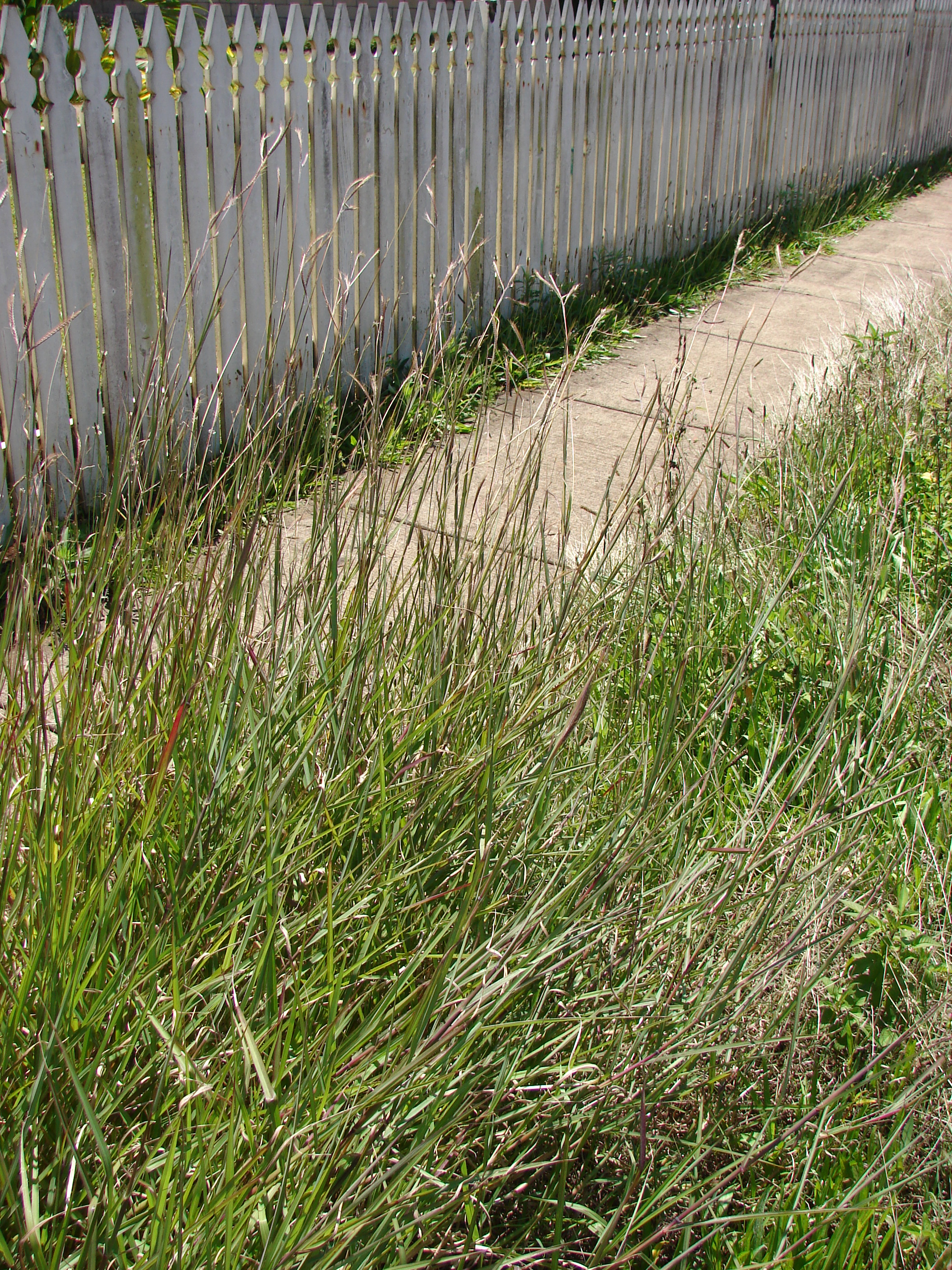
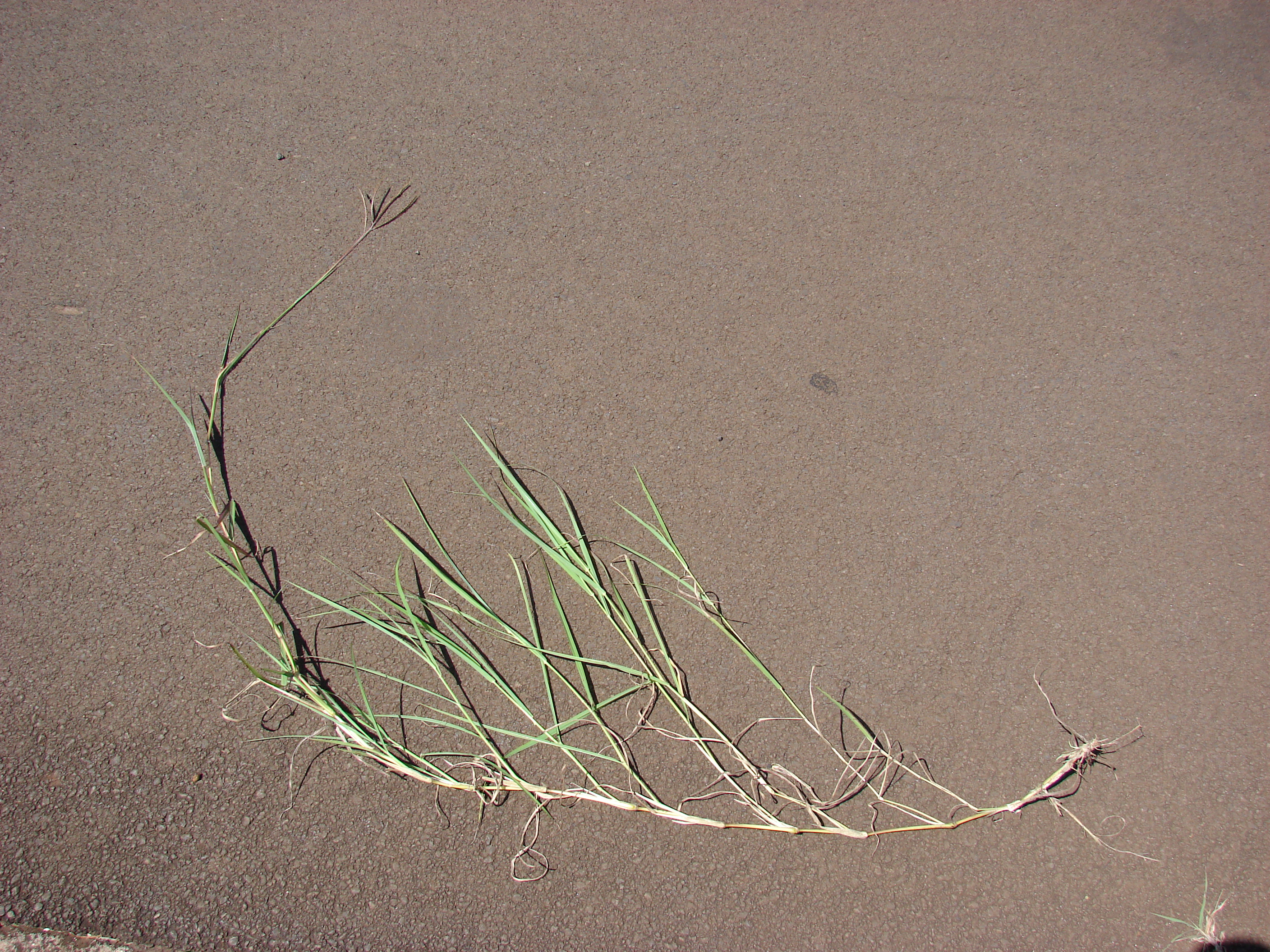
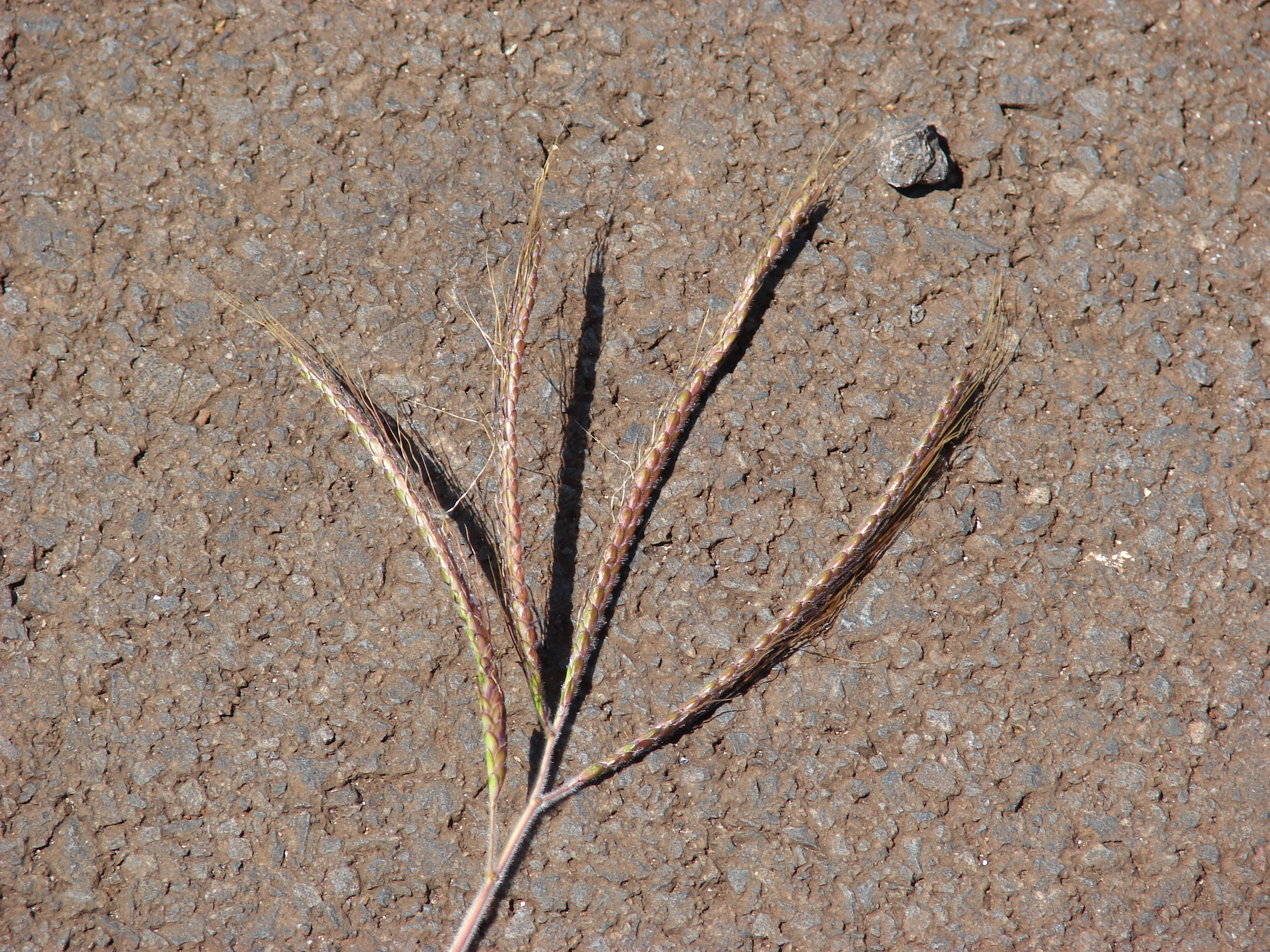